# À nous deux, madame la vie
Pour plus de détails, voir Fiche technique et Distribution.
À nous deux, madame la vie est un film français réalisé par René Guissart et Yves Mirande, sorti en 1937.

## Synopsis
Deux employés de banque aiment Lucie, leur collègue. Ils volent de l'argent dans la caisse pour jouer aux courses. Jean gagne et Paul se retrouve en prison pour cinq ans. À sa sortie, il découvre que Jean est devenu un homme d'affaires et qu'il a épousé Lucie.

## Fiche technique
- Titre : À nous deux, madame la vie
- Réalisation : René Guissart et Yves Mirande
- Premier assistant réalisateur : Maurice Morlot
- Scénario et dialogues : Yves Mirande
- Musique : Albert Wolff
- Chanson : « À nous deux, madame la vie » d'Albert Wolff et René Gota chantée par Georgel
- Décors : Georges Wakhevitch et Jacques Gotko
- Photographie : René Colas
- Cameraman : Philippe Agostini
- Son : William Robert Sivel
- Montage : Pierre de Hérain
- Production et directeur de production : Paul Bentata
- Société de production : Eden Productions
- Distribution : SELF (Paris)
- Pays d'origine : France
- Format : Noir et blanc - 1,37:1 - Mono - 35 mm
- Genre : Comédie dramatique
- Durée : 95 minutes
- Date de sortie : 26 mars 1937

## Distribution
- André Luguet : Jean Magnier
- Simone Berriau : Lucie
- Jean-Louis Barrault : Paul Briançon
- Jeanne Marie-Laurent : la mère de Lucie
- Raymond Aimos : Toto la vache, le compagnon de cellule de Paul
- Thérèse Dorny : la femme de Toto
- Georgel : Jojo, le patron du bal musette
- Paul Amiot : Gaston, le directeur de l'agence bancaire
- Émile Saulieu : le directeur de la prison
- Maurice Devienne
- Jean Brochard : un inspecteur de police
- Titys : l'employé de banque qui a gagné aux courses
- René Dary : l'avocat de Paul
- Guy Berry : le chanteur
- Max Doria : un employé de l'agence bancaire
- André Réhan
- Fred Adison et son orchestre de jazz : l'orchestre
- La Joselito : la danseuse
- Luce Fabiole : l'ancienne concierge de Lucie
- Albert Broquin : le planton de l'agence bancaire
- Jacques Beauvais : un maître d'hôtel
- Eugène Stuber
- Maximilienne
- Marguerite de Morlaye
- Ritou Lancyle

## Autour du film
Le film a été tourné en automne 1936 à Paris, notamment Rue de Rivoli et à l'Hippodrome d'Auteuil pour les scènes de courses hippiques. Les intérieurs furent filmés aux Studios de Billancourt.